# Samuel Caldeira
Samuel José Rodrigues Caldeira (Faro, 30 november 1985) is een Portugees wielrenner die tot eind juli 2022 reed voor W52-FC Porto.

## Carrière
In 2010 nam hij deel aan het door Thor Hushovd gewonnen wereldkampioenschap op de weg, dat hij niet uitreed. In 2019 droeg hij, na zijn overwinning in de proloog, twee dagen de leiderstrui in de Ronde van Portugal, alvorens de trui af te staan aan zijn ploeggenoot Gustavo César Veloso. Het merendeel van zijn carrière reed hij voor W52-FC Porto. In 2022 was hij een van de renners die een schorsing van drie jaar kreeg opgelegd wegens bezit van verboden middelen en groeihormonen. In 2024 bekende hij zijn gebruik van doping in de rechtbank.

## Overwinningen
2012
Puntenklassment Ronde van Alentejo
2014
5e etappe Ronde van Alentejo
2015
Puntenklassement Ronde van Alentejo
2017
2e etappe Ronde van Portugal
2019
Proloog Ronde van Portugal

## Resultaten in voornaamste wedstrijden
| Jaar |  | WK op de weg |
| ---- |  | ------------ |
| 2010 |  | opgave       |

## Ploegen
- 2006 –  Duja-Tavira
- 2007 –  Duja-Tavira
- 2008 –  Palmeiras Resort-Tavira
- 2009 –  Palmeiras Resort-Prio
- 2010 –  Palmeiras Resort-Prio
- 2011 –  Tavira-Prio
- 2012 –  Carmim-Prio
- 2013 –  OFM-Quinta da Lixa
- 2014 –  OFM-Quinta da Lixa
- 2015 –  W52-Quinta da Lixa
- 2016 –  W52-FC Porto
- 2017 –  W52-FC Porto
- 2018 –  W52-FC Porto
- 2019 –  W52-FC Porto
- 2020 –  W52-FC Porto
- 2021 –  W52-FC Porto
- 2022 –  W52-FC Porto (tot 15 juli)

Barros · Caldeira · Carvalho · Costa · Fernandes · Fernández · Marque · Matias · Oliveira · Prades · Rosendo · Veloso
Barros · Bras · Caldeira · Carvalho · Cipriano · Costa · Durán · Fernandes · Fernández · Matias · Oliveira · Prades · Ribeiro · Sousa · Veloso · Vilela
Alarcón · Caldeira · A. Carvalho · G. Carvalho · Fernandes · Fernández · Matias · Oliveira · Perez · Ribeiro · Sánchez · Silva · G. Veloso · R. Veloso · Vinhas
Alarcón · Caldeira · Carvalho · Freitas · Mestre · Perez · Reis · Rodrigues · Sánchez · Silva · Veloso · Vinhas
Alarcón · Antunes · Caldeira · Carvalho · Ferreira · Freitas · Mestre · Perez · Rodrigues · Sánchez · Silva · Ucha · Veloso · Vinhas
Alarcón · Caldeira · Carvalho · César · Fernandes · Ferreira · Fonte · Freitas · Mestre · Rodrigues · Sánchez · Vinhas
Alarcón · Caldeira · Campos · Carvalho · Ferreira · Fonte · Magalhães · D. Mestre · R. Mestre · Pinto · Reis · Rodrigues · Sánchez · Silva · Veloso · Vinhas
Antunes · Caldeira · Campos · Ferreira · Magalhães · Mendes · D. Mestre · R. Mestre · Pinto · Rico · Rodrigues · Veloso · Vinhas
Antunes · Brandão · Caldeira · Campos · Fernandes · Magalhães · Mendes · D. Mestre · R. Mestre · Rodrigues · Vilela · Vinhas
Antunes · Brandão · Caldeira · Gonçalves · Fernandes · Magalhães · D. Mestre · R. Mestre · Mota · Rodrigues · Vilela · Vinhas